# Міський музей (Амстердам)
Міський музей Амстердама (нід. Stedelijk Museum, МФА: [ˈsteːdələk myˈzeːjʏm]), Музей Стеделек, Стеделек-музей — художній музей у столиці Нідерландів місті Амстердамі; значне зібрання творів національного (нідерландського), французького і сучасного світового образотворчого мистецтва.
У безпосередній близькості до Стеделек-музею розташовані також амстердамські Музей Ван Гога і Рейксмузей.

## Історія
Міський музей був заснований в Амстердамі в 1895 році суто як музей історії міста. У будівлі, зведеній у стилі неоренесансу, спершу демонструвалася меблі, монети, вироби зі срібла, прикраси і житлова обстанова зі старих амстердамських будинків. Крім цього, відвідувачі могли ознайомитися з колекцією зброї і експозицією старовинної аптеки.
Однак у 1920—1940 роках частина фондів музею була передана в інші музейні установи. У цей же час була створена колекція сучасного нідерландського та французького мистецтва. Починаючи з 1930 року музей зберігав велику колекцію творів Ван Гога, яка 1972 року переїхала у власне приміщення, ставши окремим музеєм.
Лише до початку 1970-х років експозицію музейного закладу покинули останні предмети історичної житлової обстановки, і відбулося фактично перепрофілювання музею, перетворивши Музей Стеделек на перший в Амстердамі музей сучасного мистецтва.
У 2-й половині 2000-х років було започатковано масштабну реконструкцію Міського музею Амстердама. 23 вересня 2012 року королевою Нідерландів Беатрікс відкрито оновлену і розширену будівлю музею.

## Експозиція

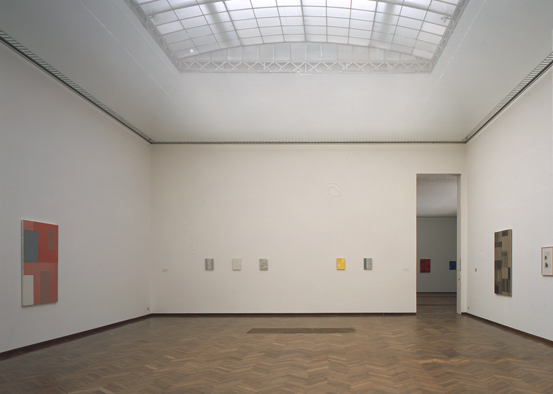
Одна з зал музею (1997)

У Міському музеї Амстердама представлені всі відомі напрями сучасного мистецтва. Це і класичний модернізм (Пабло Пікассо, Клод Моне, П'єр-Огюст Ренуар, Поль Сезанн, Василь Кандинський, Марк Шагал), художники голландської артгрупи «Стиль» (Піт Мондріан, Тео ван Дусбург, Герріт Рітвельд) і члени творчого об'єднання митців-авангардистів COBRA. Казимир Малевич представлений 29 роботами. У фондах амстердамського Міського музею є німецькі експресіоністи, американський попарт, відеоарт (Пек Нам Джун, Брюс Науман), італійський сучасний артстиль Арте повера та інші модерні митці.

## Битва за Малевича
Амстердамське зібрання робіт Малевича, що вважається найбільшим поза межами колишнього СРСР, було придбане 1958 року міською владою за солідну на ті часи суму в 120 тисяч гульденів у спадкоємців відомого архітектора Гуго Гарінга. Відомо, що останній вивіз ці полотна з нацистської Німеччини, де вони підлягали знищенню як так зване «дегенеративне мистецтво» (нім. Entartete Kunst). До рук Гарінга картини Малевича потрапили випадково: понад 100 полотен художник залишив під його наглядом у 1927 році, коли вони виставлялися в Берліні, а самого автора терміново викликали на батьківщину.
Коли в 2003—04 роках Амстердамський міський музей виставляв полотна Малевича в США, спадкоємці митця оскаржили права Гарінга (і, відповідно, музею) на володіння цією колекцією. Після судового розбирання, що затягнулося на 4 роки, сторони процесу пристали на мирову, згідно з умовами якої музей поступився спадкоємцям 5-ма визначними картинами зі своєї колекції.
У листопаді 2008 року одна з відступлених музеєм «Супрематичних композицій» була продана на аукціоні «Сотбі» за 60 млн доларів.